# Październik 2024

## 30 października
- Korea Północna wystrzeliła międzykontynentalny pocisk balistyczny na „trajektorii lotu” w kierunku Morza Japońskiego. Minister obrony Japonii Gen Nakatani powiedział, że był to najdłuższy w historii start północnokoreańskiego pocisku balistycznego ICBM, trwający 87 minut[1].

## 29 października
- Wskutek powodzi błyskawicznej, która nawiedziła wschodnią część Hiszpanii, zginęło ponad 200 osób[2].
- Rosyjski Sąd Najwyższy(inne języki) nałożył na Google karę w wysokości 2 sekstylionów rubli (ok. 80 kwintyliardów zł) związku z blokadą 17 kanałów rosyjskich mediów informacyjnych na platformie YouTube. Kwota ta jest o ok. 180 tryliardów razy większa, aniżeli wynosi PKB całego świata, które wynosi wg Międzynarodowego Funduszu Walutowego 110 bilionów dolarów (ok. 440 bilionów zł)[3][4][5][6][7][8].

## 28 października
- Zespół archeologów ogłosił odkrycie ponad 6 tys. starożytnych budowli Majów ukrytych wśród roślinności w południowo-wschodnim meksykańskim stanie Campeche, w tym miasta piramid, które nazwano Valeriana[9].

## 26 października
- Liczba ofiar powodzi i osuwisk wywołanych przez burzę tropikalną Trami na Filipinach wzrosła do co najmniej 126 osób[10].
- 19 osób zginęło, a pięć zostało rannych w wypadku autobusu na autostradzie w Zacatecas w Meksyku, jadącego z Nayarit do Ciudad Juárez w stanie Chihuahua[11].
- Izrael zbombardował cele militarne na terenie Iranu, zabijając czterech irańskich żołnierzy[12].

## 25 października
- Liczba ofiar śmiertelnych sztormu tropikalnego Trami, który dotarł do centralnych i północnych Filipin, wzrosła do 76, a ponad 320 tys. osób zostało ewakuowanych[13].
- Inwazja Rosji na Ukrainę: Ukraina poinformowała, że pierwsze jednostki północnokoreańskie wkroczyły do aktywnych „stref wojennych” w obwodzie kurskim w Rosji. Północnokoreańscy żołnierze byli podobno pod dowództwem wiceministra obrony Junus-bieka Jewkurowa[14].

## 24 października
- Tropikalna burza Trami dotarła do północno-wschodniego Luzonu na Filipinach, zabijając co najmniej 26 osób[15][16].
- Inwazja Rosji na Ukrainę: Armia ukraińska podała, że siły rosyjskie poczyniły znaczące postępy w strategicznym mieście Sełydowe. Przewidywano, że może ono zostać zdobyte w ciągu kilku dni[17].

## 22 października
- Organizacja Narodów Zjednoczonych podała, że liczba ludności Ukrainy zmniejszyła się o 10 milionów (ok. ¼), czego powodem był wyjazd uchodźców, spadek liczby urodzeń i umieralność w wyniku działań wojennych[18].

## 21 października
- Uczestnik projektu Great Internet Mersenne Prime Search Luke Durant odkrył 52. liczbę pierwszą Mersenne’a, sześć lat po odkryciu ostatniej nowej liczby pierwszej Mersenne’a w 2018 roku. Liczba ma długość 41 024 320 cyfr, co czyni ją największą znaną liczbą pierwszą[19].

## 16 października
- Co najmniej 153 osoby zginęły, a kilkadziesiąt zostało rannych, gdy cysterna z benzyną przewróciła się i eksplodowała w mieście Majiya, w stanie Jigawa w Nigerii[20].
- Inwazja Rosji na Ukrainę: Prezydent Wołodymyr Zełenski stwierdził, że Korea Północna bezpośrednio zaangażowała się w wojnę. Wysoki rangą funkcjonariusz ukraińskiego wywiadu poinformował, że ok. 3 tys. północnokoreańskich żołnierzy znajdowało się wówczas w Rosji i szkoliło się w celu rozmieszczenia ich na terytoriach okupowanych przez Rosję[21].

## 14 października
- 12 osób zginęło, a 33 zostało rannych, gdy autobus wiozący studentów Uniwersytetu Galala wywrócił się w mieście Al Galala, w prowincji Suez w Egipcie[22].
- Nagroda Nobla: Turecko-amerykański ekonomista Daron Acemoğlu, brytyjsko-amerykański ekonomista Simon Johnson i brytyjski ekonomista James Alan Robinson zostali laureatami Nagrody Banku Szwecji im. Alfreda Nobla w dziedzinie ekonomii „za badania nad tym, jak powstają instytucje i jak wpływają na dobrobyt”[23][24].
- Firma SpaceX wystrzeliła z Centrum Kosmicznego im. Kennedy'ego na Florydzie w Stanach Zjednoczonych sondę kosmiczną NASA Europa Clipper. Jej celem jest zbadanie księżyca Jowisza, Europy, gdzie ma dotrzeć w 2030 roku[25].

## 13 października
- Inwazja Rosji na Ukrainę: Prezydent Wołodymyr Zełenski oświadczył, że wojska Korei Północnej zostały wysłane na Ukrainę, aby walczyć u boku Sił Zbrojnych Rosji[26].
- SpaceX zakończył piąty lot testowy statku kosmicznego Starship, pomyślnie przechwytując silnik rakiety nośnej za pomocą ramion wieży startowej w bazie Starbase w Teksasie w Stanach Zjednoczonych, a następnie lądując na Oceanie Indyjskim[27][28].
- Samson Dauda zwyciężył w zawodach kulturystycznych Mr. Olympia 2024[29].

## 11 października
- Inwazja Rosji na Ukrainę: Szef Administracji Wojskowej Wasyl Czynczyk powiedział, że Ukraina kontrolowała ok. 40–50% Torećka w obwodzie donieckim, a reszta została zajęta przez Rosjan, dodając, że w zrujnowanym mieście pozostało ok. 1150 cywilów. Armia ukraińska broniła się w ośmiu różnych miejscach[30][31].
- Nagroda Nobla: Japoński ruch na rzecz rozbrojenia atomowego, Nihon Hidankyō otrzymał Pokojową Nagrodę Nobla „za wysiłki na rzecz świata wolnego od broni jądrowej i za wykazanie poprzez zeznania świadków, że broń jądrowa nigdy nie może zostać ponownie użyta”[32].
- „National Geographic” poinformował, że ekipa dokumentalna Nat Geo, kierowana przez Jimmy’ego China odnalazła szczątki zaginionego w 1924 roku himalaisty Andrew Irvine'a na Mount Everest[33][34].
- Spółka lotniczo-kosmiczna Boeing ogłosiła, że zamierza zwolnić 17 tys. pracowników, czyli 10% swojej globalnej siły roboczej, oraz opóźnić dostawy samolotów Boeing 777X z powodu skutków trwającego strajku maszynistów[35].

## 10 października
- Nagroda Nobla: Koreańska pisarka Han Kang otrzymała Nagrodę Nobla w dziedzinie literatury „za prozę mierzącą się z historycznymi traumami i odsłaniająca kruchość ludzkiego życia”[36].
- Naukowcy z Uniwersytetu w Granadzie potwierdzają, że kości znajdujące się w Katedrze Najświętszej Marii Panny w Sewilli, w Andaluzji w Hiszpanii, należały do Krzysztofa Kolumba[37].

## 9 października
- Nagroda Nobla: Brytyjski informatyk i badacz sztucznej inteligencji Demis Hassabis i amerykański naukowiec John M. Jumper zostali uhonorowani Nagrodą Nobla w dziedzinie chemii „za przewidywanie struktury białek”. Z kolei amerykański biochemik David Baker otrzymał Nagrodę Nobla w dziedzinie chemii „za obliczeniowe projektowanie białek”[38][39].

## 8 października
- Nagroda Nobla: Amerykański fizyk John Hopfield i brytyjsko-kanadyjski informatyk i psycholog poznawczy Geoffrey Hinton zostali uhonorowani Nagrodą Nobla w dziedzinie fizyki „za fundamentalne odkrycia i wynalazki, które umożliwiają uczenie maszynowe z wykorzystaniem sztucznych sieci neuronowych”[40][41].

## 7 października
- Nagroda Nobla: Amerykańscy biolodzy Victor Ambros i Gary Ruvkun zostali uhonorowani Nagrodą Nobla w dziedzinie fizjologii lub medycyny „za odkrycie mikroRNA i jego roli w potranskrypcyjnej regulacji genów”[42][43].
- Statek kosmiczny Europejskiej Agencji Kosmicznej „Hera” został pomyślnie wystrzelony za pomocą rakiety Falcon 9 Block 5 przez SpaceX ze stacji Cape Canaveral Space Force Station na Florydzie w Stanach Zjednoczonych. Statek kosmiczny zbada asteroidę (65803) Didymos i oceni wpływ wcześniejszego testu Double Asteroid Redirection Test[44].

## 6 października
- Ze względu na zagrożenie, jakie dla Florydy stwarza huragan kategorii 5 Milton, NASA odwołała zaplanowany na 10 października 2024 roku start misji Europa Clipper[45].
- Holender Adrie de Vries dosiadający 5-letniego ogiera Kaneshya, zwyciężył Wielką Warszawską na torze wyścigów konnych Służewiec[46].

## 5 października
- Inwazja Rosji na Ukrainę: Rosyjski ciężki, dron uderzeniowy S-70 Ochotnik-B „Hunter” został zestrzelony rakietą powietrze-powietrze, prawdopodobnie wystrzeloną przez rosyjski Su-57 w pobliżu Konstantynówki w obwodzie donieckim. Wrak zestrzelonego drona odnaleziono w okolicach miasta, głównie w sektorze prywatnym, gdzie uszkodzonych zostało kilka domów prywatnych. Nie odnotowano ofiar wśród ludności cywilnej[47][48][49][50].

## 4 października
- 16 osób zginęło w wyniku powodzi i osunięć ziemi w Jablanicy w Bośni i Hercegowinie[51].
- Inwazja Rosji na Ukrainę: Szef Administracji Wojskowej Serhij Dobriak, pinformował, że siły rosyjskie znajdowały się wówczas ok. 7 km od miasta Pokrowsk w obwodzie donieckim i zniszczyły lub uszkodziły 80% najważniejszej infrastruktury miasta[52].
- Unia Europejska zagłosowała stosunkiem głosów 10–5, przy 12 wstrzymujących się, za wprowadzeniem ceł sięgających 45% na pojazdy elektryczne wyprodukowane w Chinach[53].

## 3 października
- Protesty na Haiti: Uzbrojeni napastnicy z gangu Gran Grif dokonali masowej strzelaniny z użyciem karabinów automatycznych oraz serii podpaleń w mieście Pont-Sondé na Haiti, w wyniku czego zginęło co najmniej 70 osób, a 16 zostało poważnie rannych. Lokalny prokurator określił to zdarzenie jako „masakrę”[54].
- Co najmniej 78 osób zginęło, gdy łódź wywróciła się na jeziorze Kiwu w Demokratycznej Republice Konga[55].

## 2 października
- Ponad 100 osób, głównie kobiet i dzieci, zaginęło po tym, jak drewniana łódź przewożąca 300 osób zatonęła w rzece Niger w pobliżu Mokwa, w stanie Niger, w Nigerii. Uratowano co najmniej 150 osób i odnaleziono 16 ciał[56][57].
- Protesty na Haiti: Międzynarodowa Organizacja ds. Migracji ONZ podała, że ponad 700 tys. Haitańczyków zostało wewnętrznie przesiedlonych w kraju z powodu przemocy gangów, przy czym ponad połowę z nich stanowiły dzieci[58].

## 1 października
- Liczba ofiar śmiertelnych huraganu Helene przekroczyła 160 osób, przy czym większość ofiar śmiertelnych miała miejsce w Karolinie Północnej. Jest to drugi pod względem liczby ofiar huragan, jaki uderzył w kontynentalną część Stanów Zjednoczonych w ciągu ostatnich 50 lat, ustępując jedynie huraganowi Katrina[59].
- Siły izraelskie wkroczyły do Libanu rozpoczynając inwazję na ten kraj[60].
- Inwazja Rosji na Ukrainę:

- Siły rosyjskie zdobyły miasto Wuhłedar w obwodzie donieckim na Ukrainie po wycofaniu się sił ukraińskich z miasta.
- Siedem osób zginęło, a 12 zostało rannych w wyniku rosyjskich ataków w Chersoniu i Zaporożu.

- Mark Rutte objął stanowisko sekretarza generalnego NATO[65].
- Claudia Sheinbaum została zaprzysiężona na prezydenta Meksyku[66].